# 沪江浸会堂

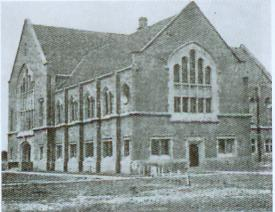
沪江浸会堂

沪江浸会堂的正式名称为大礼堂与思魏堂（Auditoriumand and White Chapel），是沪江大学的校内专用教堂，为庆祝该校建校30周年而建。1936年初，沪江大学作出决议，为纪念第二任校长魏馥兰博士（Francis John White，1870年－1959年），感谢他为沪江大学的发展作出的巨大贡献，募建思魏堂，上层为礼拜堂（沪江浸会堂），下层设教会办公室、教员休息室，并在此举行30周年校庆活动。大礼堂与思魏堂为联体建筑，平面呈L形，其中大礼堂为东西向，可容纳1200人，思魏堂位于大礼堂的东北侧。1936年9月，举行奠基仪式。整座建筑于1937年5月全部竣工，外观为后罗马风格，清水红砖外墙，是沪江大学的标志性建筑之一。建筑费共2.21万美元。
抗战胜利后，沪江大学师生返校。1946年11月23日，在大礼堂与思魏堂隆重庆祝建校40周年。1949年2月，沪江校董会常务委员会决议，将大礼堂也命名为“思魏堂”(White Chapel and Auditorium)。
1952年高校院系调整后，沪江大学校园划归上海机械学院，思魏堂成为教工俱乐部。1956年9月23日，龙卷风袭击上海，思魏堂受损严重。 1957年经修缮后，仍用作教工俱乐部。
现为大礼堂。1994年，此楼与原图书馆一起列入上海市第二批优秀历史建筑名录。